# Jacques Engler
Jacques Engler, né à Imgenbroich (Montjoie) le 28 novembre 1769 et décédé à Bruxelles le 28 décembre 1846, est un industriel, banquier et homme politique belge.

## Biographie
Jacques Engler, né à Imgenbroich (Montjoie) en Prusse le 28 novembre 1769, est le fils du fabricant de draps allemand Christophe Engler et de Marie-Agnès Offermans. Il épouse Marie-Agnès Overman et, en 1813, Julie Stuttberg.
Il est élevé aux Pays-Bas où il acquiert des notions de commerce. Il s'établit en Belgique en 1795 en fondant avec Georges Brugmann une manufacture de drap de laine à Verviers, dans un ancien couvent nationalisé par la République française. Le succès de cette entreprise le pousse à établir une autre manufacture de cotons, cette fois-ci dans la ci-devant abbaye de la Cambre à Bruxelles en 1804. Sous l'Empire français, il est conseiller municipal de Bruxelles puis conseiller communal et membre du tribunal du commerce de Bruxelles.
Il est le cofondateur en 1822 et directeur de 1831-1839 de la Société générale de Belgique. Avec Frédéric Brugmann et Louis Böhme, il fonde en 1827 la maison de commerce Engler, Brugmann & Böhme, qui deviendra une institution bancaire.
Après la révolution belge de 1830, il est élu membre suppléant du Congrès national, du Conseil supérieur de l'École centrale du commerce et de l'industrie et de la « Société pour la propagation des bons livres ». Le 5 décembre 1831, il est envoyé au sénat et y siégera jusqu'à sa mort.
Il faisait partie de la communauté protestante et est un proche du roi Léopold Ier de Belgique.
Il est propriétaire d'un vaste hôtel de maître rue de la Loi, qu'il vend en 1847 à l'État pour en faire l'hôtel des Finances.

## Distinctions
- Chevalier de l'ordre de Léopold (en 1839).
- Chevalier de la Légion d'honneur.